# Свети-Никола
Свети-Никола (болг. Свети Никола) — село в Болгарии. Находится в Добричской области, входит в общину Каварна. Население составляет 230 человек.

## Политическая ситуация
В местном кметстве Свети-Никола, в состав которого входит Свети-Никола, должность кмета (старосты) исполняет Иван Иванов Стоянов (Граждане за европейское развитие Болгарии (ГЕРБ)) по результатам выборов правления кметства.
Кмет (мэр) общины Каварна — Цонко Здравков Цонев (независимый) по результатам выборов в правление общины.